# NGC 2487
NGC 2487 é uma galáxia espiral barrada (SBb) localizada na direcção da constelação de Gemini. Possui uma declinação de +25° 08' 57" e uma ascensão recta de 7 horas, 58 minutos e 20,3 segundos.
A galáxia NGC 2487 foi descoberta em 7 de Novembro de 1864 por Albert Marth.